# Central hidroelèctrica de Lladres
La Central hidroelèctrica de Lladres és una central hidroelèctrica de muntanya del terme municipal d'Espot, a la comarca del Pallars Sobirà. Fou construïda per l'empresa Hidroelèctrica de Catalunya, les obres trigaren 30 mesos, finalitzant l'any 1953. És una central de derivació d'aigües de llacs represats. Era la primera central d'una cadena de salts que aprofitava els cabals de les valls del rius Escrita i Peguera. L'aigua turbinada per Lladres passava al Salt de Sant Maurici per alimentar la central hidroelèctrica de Sant Maurici. Fou reformada el 2010 i es troba en ús.
L’any 2012 es va eliminar eliminat la línia elèctrica que, des de la central hidroelèctrica de Lladres, transportava l'electricitat fins a la casa de vàlvules de l'estany Negre de Peguera. Amb aquesta actuació, el bombeig de la Font Grossa es quedava sense energia elèctrica i per tant sense utilitat. Per aquest motiu es va procedir a desmantellar la presa de la Font Grossa, que regulava l'estany de Lladres.
Està situada al nord-est de les Pales d'Envaiasse i de la Costa dels Alls, al sud-oest del poble d'Espot, a 1,7 quilòmetres en línia recta del centre del poble i més de 550 metres per damunt de l'altitud del poble.

## Conca de captació d'aigua
Aquesta central recullia les aigües de la part alta de la vall de Peguera (Estany Negre de Peguera, Estany Tort de Peguera, etc.) a l'estany de Lladres, d'on surt una canalització soterrada que du l'aigua al Salt de Lladres. Salva un desnivell de 125 metres. La central té una potència instal·lada de 850 kW. La seva producció era de 815.000 kWh.
L'aigua, un cop turbinada, es derivada per una canonada soterrada fins al diposit que regula la cambra d'aigües del Salt de sant Maurici de la central hidroelèctrica de Sant Maurici.

## Imatges

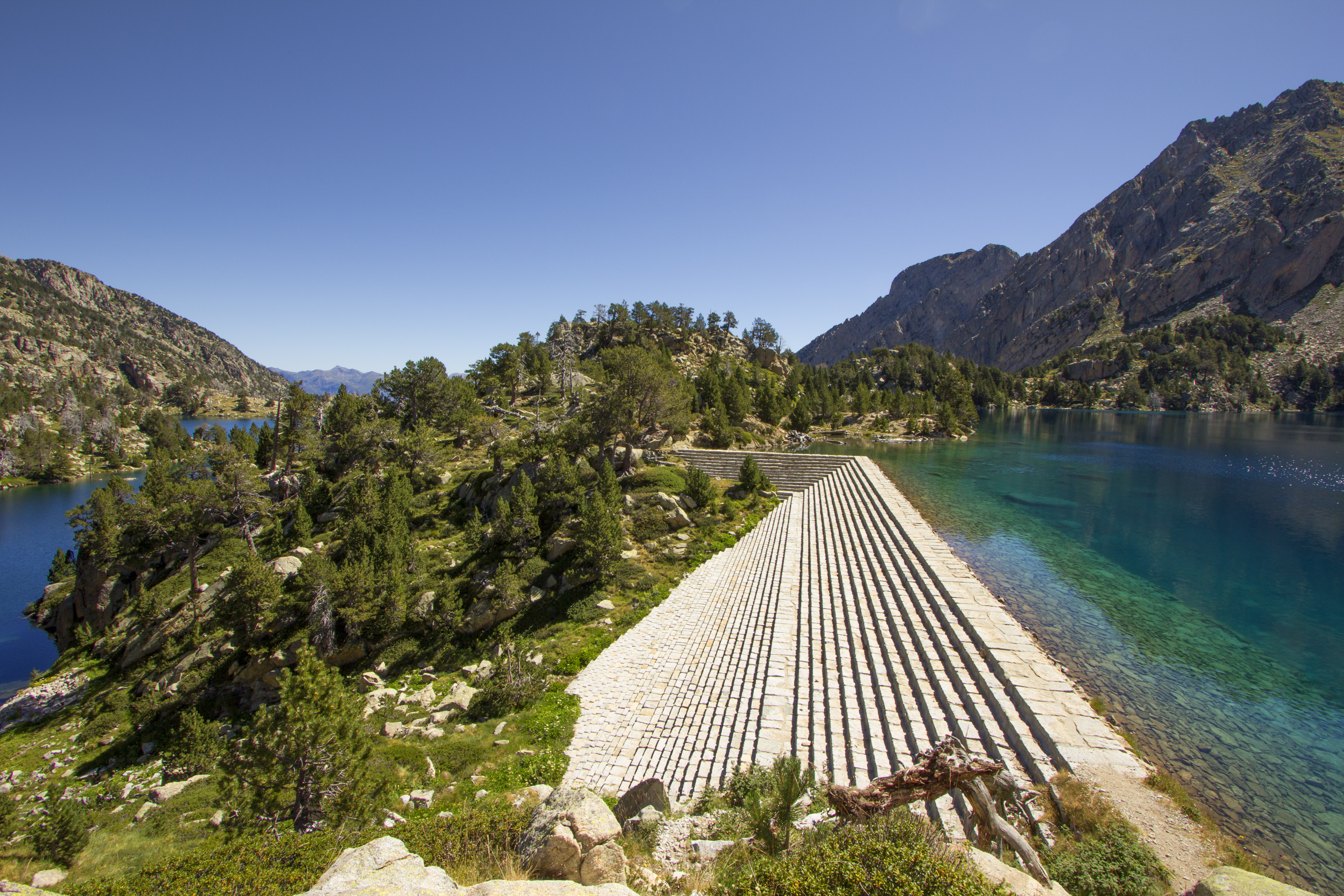
Presa de l'estany Negre de Peguera
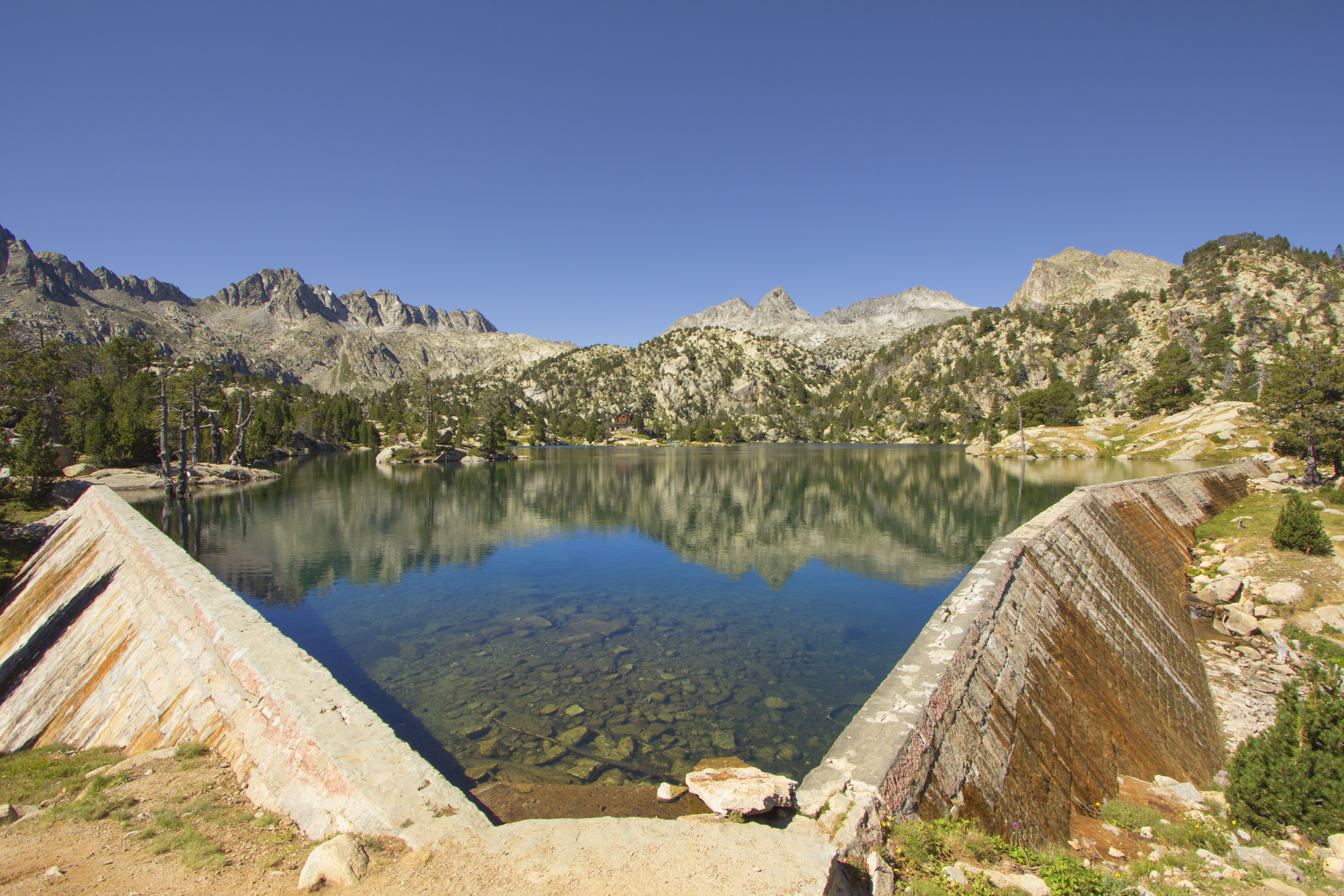
Presa de l'estany Tort de Peguera

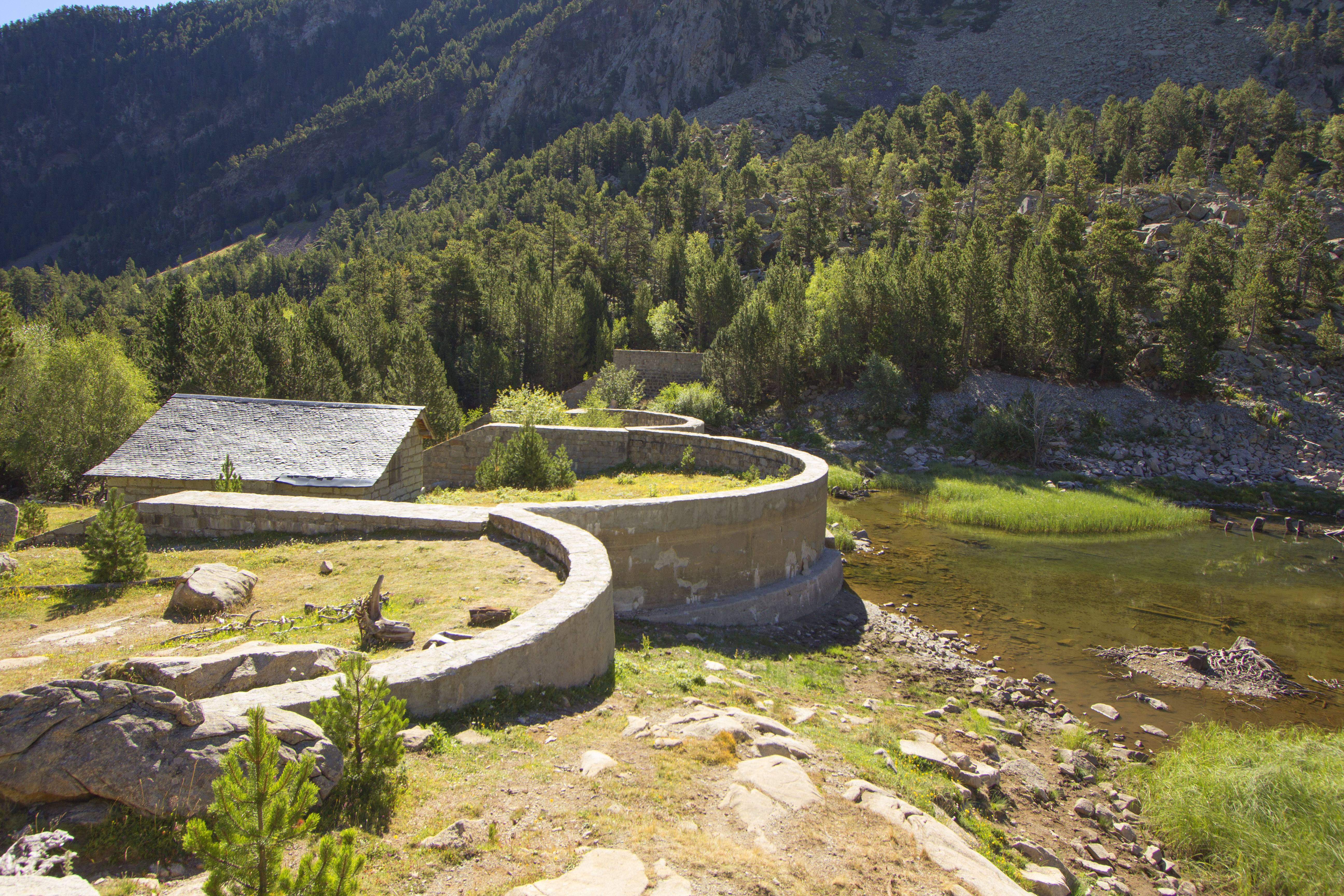
Presa de la Font Grossa, a l'estany de Lladres
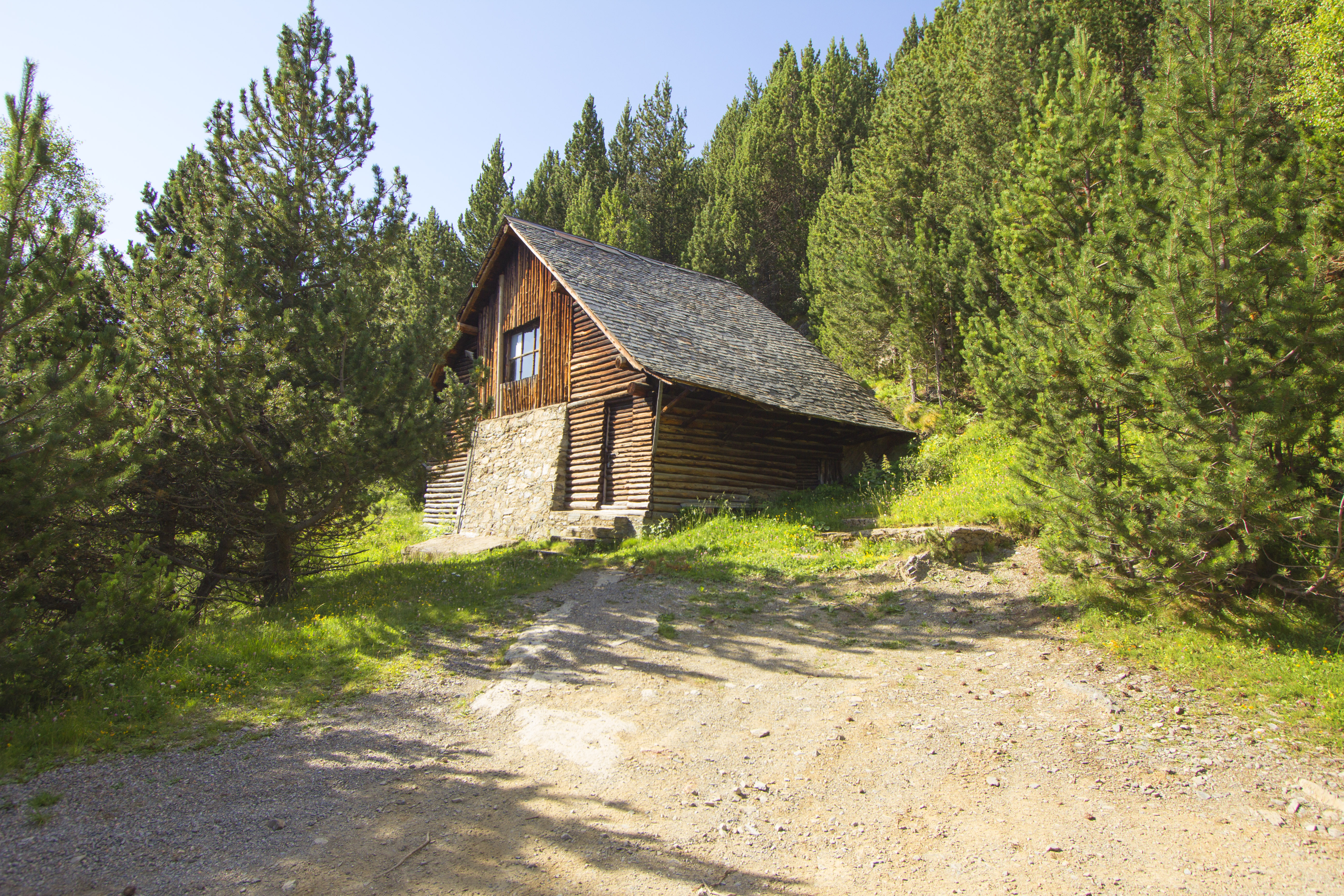
Caseta del Salt de Lladres
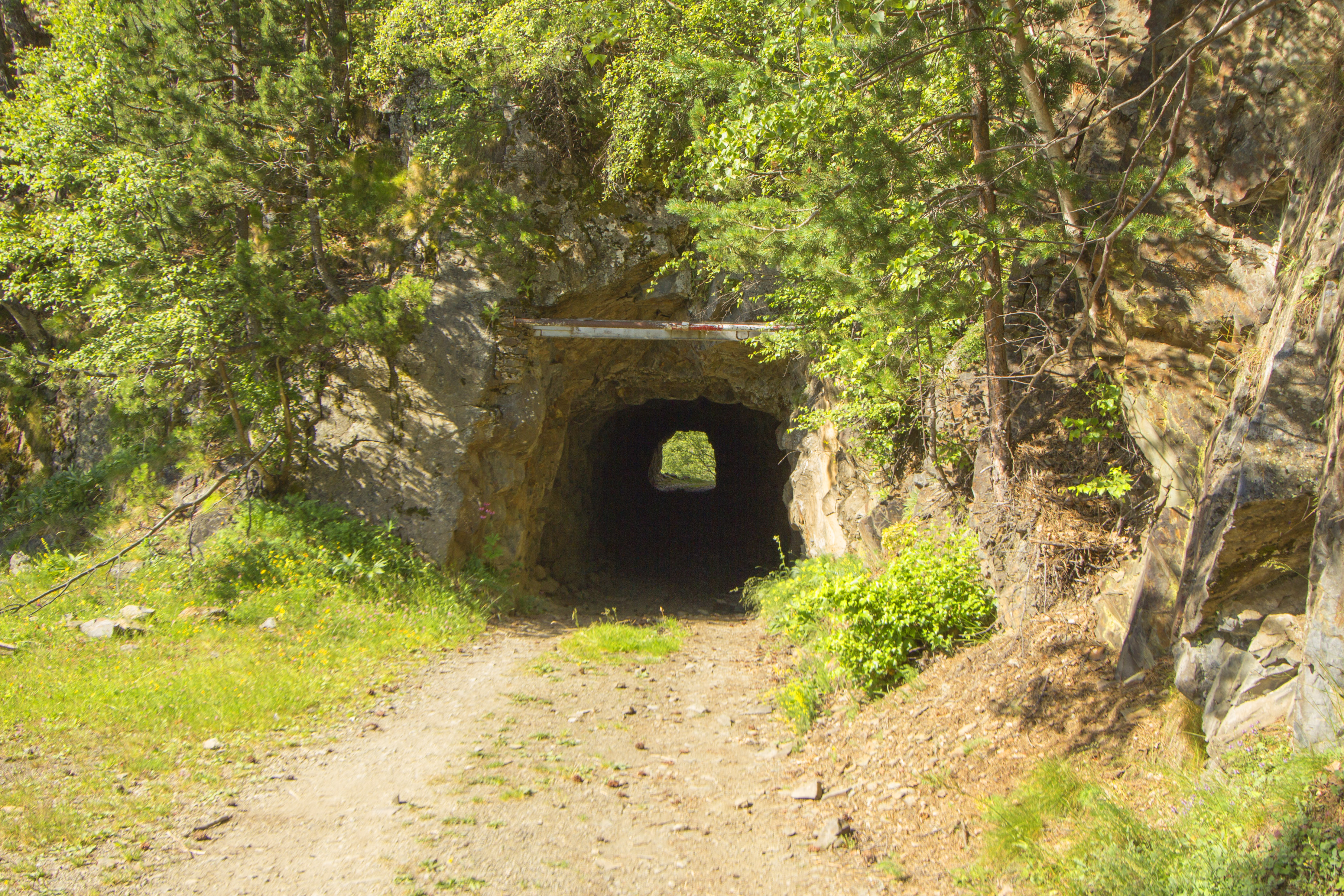
Túnel sota el que transcorre la canalització entre la Presa de la Font Grossa i el Salt de Lladres